# Omeng
Omeng est une localité du Cameroun, située dans l'arrondissement de Bafia, le département du Mbam-et-Inoubou et la région du Centre.

## Population
En 1964, Omeng comptait 118 habitants, principalement des Lemande. Lors du recensement de 2005, on a dénombré 229 personnes.